# Neuer jüdischer Friedhof (Opava)

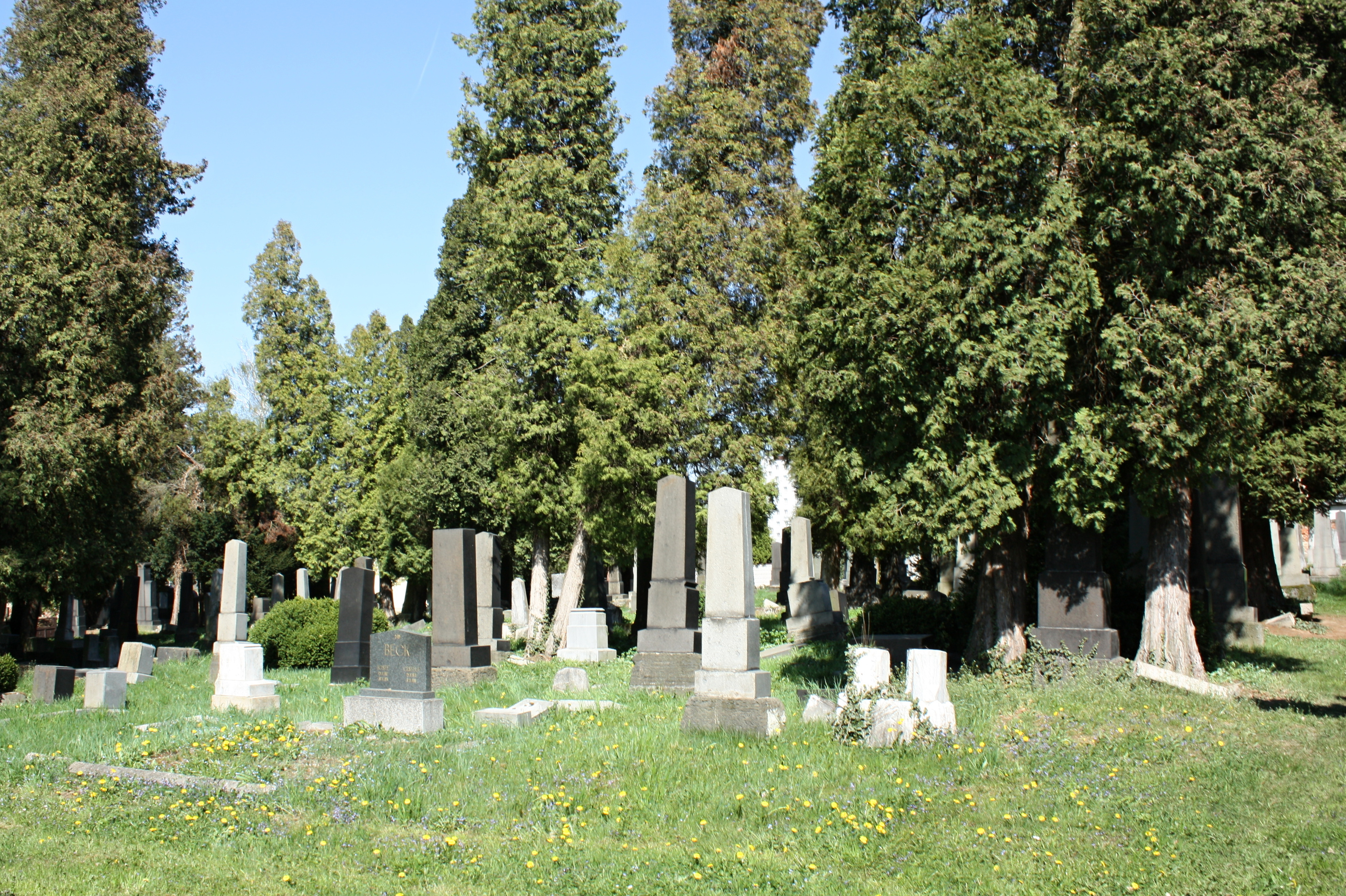
Neuer jüdischer Friedhof in Opava

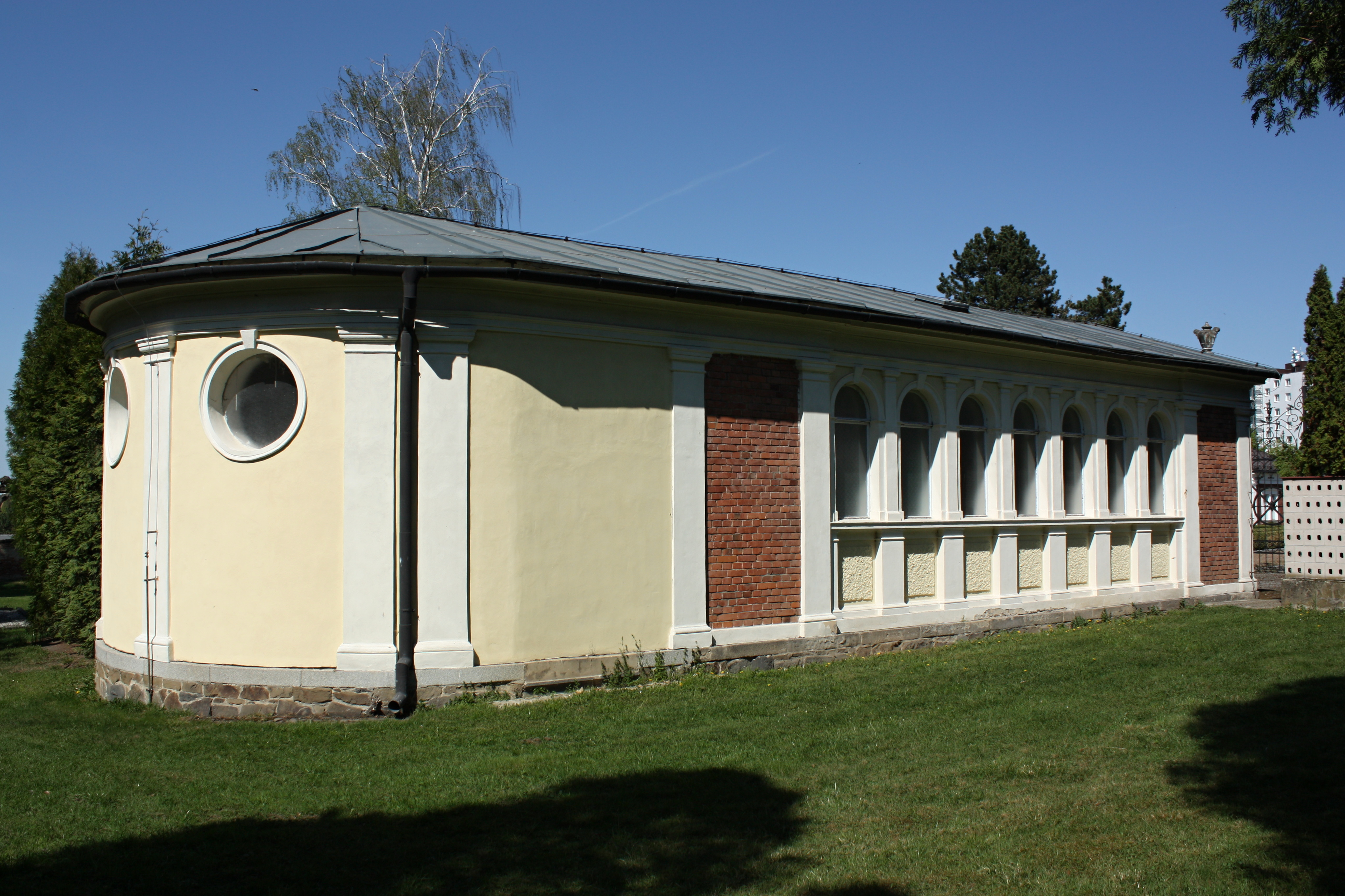
Trauerhalle

Der Neue jüdische Friedhof in Opava (deutsch Troppau) in Mähren im Nordosten von Tschechien wurde in den 1890er Jahren angelegt. 
Der erste neuzeitliche jüdische Friedhof in Troppau wurde in den 1850er Jahren angelegt. Dieser wurde aber bereits nach vier Jahrzehnten durch den neuen Friedhof, einem größeren Gelände auf einem abgegrenzten Teil des städtischen Friedhofs, ersetzt. Hier ließ die jüdische Gemeinde 1893 auch eine Trauerhalle erbauen.
Auf dem jüdischen Friedhof in Opava sind noch viele Grabsteine erhalten.